# Orchard Mesa (Colorado)
Orchard Mesa es un lugar designado por el censo ubicado en el condado de Mesa en el estado estadounidense de Colorado. En el Censo de 2010 tenía una población de 6.836 habitantes y una densidad poblacional de 664,5 personas por km².

## Geografía
Orchard Mesa se encuentra ubicado en las coordenadas 39°2′14″N 108°31′17″O / 39.03722, -108.52139. Según la Oficina del Censo de los Estados Unidos, Orchard Mesa tiene una superficie total de 10.29 km², de la cual 10.05 km² corresponden a tierra firme y (2.27%) 0.23 km² es agua.

## Demografía
Según el censo de 2010, había 6.836 personas residiendo en Orchard Mesa. La densidad de población era de 664,5 hab./km². De los 6.836 habitantes, Orchard Mesa estaba compuesto por el 90.51% blancos, el 0.48% eran afroamericanos, el 1.51% eran amerindios, el 0.48% eran asiáticos, el 0.19% eran isleños del Pacífico, el 4.17% eran de otras razas y el 2.66% pertenecían a dos o más razas. Del total de la población el 12.17% eran hispanos o latinos de cualquier raza.